# American Cancer Society
La Sociedad Estadounidense contra el Cáncer (ACS por sus siglas en inglés: American Cancer Society) es una organización voluntaria de salud dedicada a eliminar el cáncer.  
Establecida en 1913, la sociedad está organizada en seis regiones geográficas de voluntarios médicos laicos que operan en más de 250 oficinas regionales en todo Estados Unidos. Su sede central se encuentra en Atlanta, Georgia.  
La ACS publica las revistas científicas revisadas por pares "Cancer", "CA: A Cancer Journal for Clinicians" y "Cancer Cytopathology".

## Historia
La sociedad fue fundada el 22 de mayo de 1913 por diez médicos y cinco empresarios en la ciudad de Nueva York bajo el nombre de "Sociedad Estadounidense para el Control del Cáncer" (ASCC). Adoptando su nombre actual en 1944.
En el momento de la fundación, no se consideraba apropiado mencionar la palabra "cáncer" en público. La información sobre esta enfermedad estaba envuelta en un clima de miedo y negación. Más de 75.000 personas morían cada año de cáncer solo en los Estados Unidos (600,000 en 2019). El tema principal en la agenda de los fundadores era crear conciencia sobre el cáncer, antes de que se pudiera realizar cualquier otro progreso en la financiación de la investigación. Por lo tanto, se llevó a cabo una campaña de escritura frenética para educar a médicos, enfermeras, pacientes y familiares sobre el cáncer. Se escribieron artículos para revistas populares y revistas profesionales. La ASCC se comprometió a publicar su propia revista, Campaign Notes, un boletín mensual con información sobre el cáncer. Y también comenzaron a reclutar médicos de todo Estados Unidos para ayudar a educar al público sobre el cáncer.
En 1936, Marjorie Illig, representante de campo de la ASCC, sugirió la creación de una red formada por nuevos voluntarios con el propósito de librar una "guerra contra el cáncer". De 1935 a 1938, el número de personas involucradas en el control del cáncer en los EE. UU. Aumentó de 15.000 a 150.000. Según "Working to Give", "The Women's Field Army", un grupo de voluntarios que trabaja para la ASCC, fue el principal responsable de este aumento.
El símbolo de la espada, adoptado por la ACS en 1928, fue diseñado por George E. Durant de Brooklyn, Nueva York . Según Durant, las dos serpientes que forman el mango representan el enfoque científico y médico de la misión de la sociedad, y la hoja expresa el "espíritu cruzado del movimiento de control del cáncer".
En 2012, la Sociedad Estadounidense contra el Cáncer recaudó 934 millones de dólares y gastó 943 millones, lo que provocó una consolidación nacional y una reorganización para reducir costos en 2013. De esa forma centralizó sus operaciones y se consolidó, fusionando las filiales regionales en la organización matriz. También requirió que todos los empleados volvieran a aplicar para conservar sus puestos de trabajo.
En febrero de 2021, la agencia de publicidad Tombras Group, con sede en Tennessee, fue nombrada agencia registrada de la Sociedad. Karen E. Knudsen, MBA, PhD, fue nombrada directora ejecutiva en 2021. Ella es la primera mujer en liderar la organización con el puesto de CEO (Director ejecutivo).

## Actividades y asignación de fondos

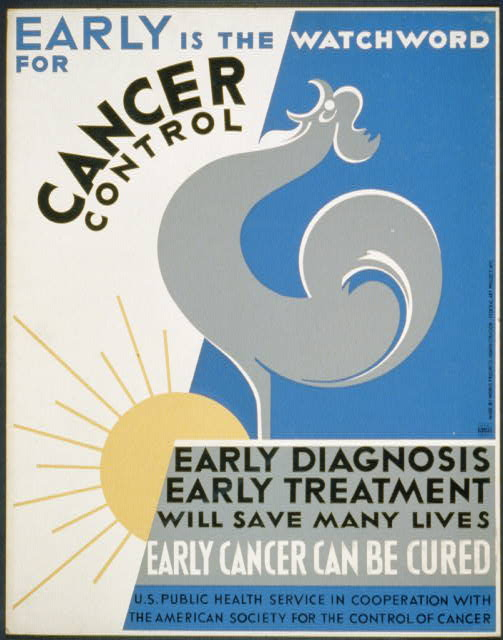
Póster de la Sociedad Americana para el Control del Cáncer de 1938

Las actividades de la ACS incluyen la concesión de subvenciones a los investigadores, incluida la financiación de 49 investigadores con premios Nobel; descubrir el vínculo entre el tabaquismo y el cáncer; y atender un millón de llamadas cada año a través de su Centro Nacional de Información sobre el Cáncer. Los premios Nobel incluyen a James D. Watson, Mario Capecchi, Oliver Smithies, Paul Berg, E. Donnall Thomas y Walter Gilbert. El sitio web de la Sociedad Estadounidense del Cáncer contenía una lista cronológica de logros específicos en la lucha contra el cáncer en los que la ACS participó, incluida la financiación de varios científicos que descubrieron tratamientos contra el cáncer que salvan vidas y abogaron por un mayor uso de técnicas preventivas.
La organización también realiza campañas publicitarias de salud pública y organiza proyectos como Relay For Life y Great American Smokeout. Opera una serie de tiendas de segunda mano para recaudar dinero para sus operaciones. La ACS participa en el Hopkins 4K for Cancer, un viaje en bicicleta de 4000 millas desde Baltimore a San Francisco para recaudar dinero para el Hope Lodge de la sociedad.
La asignación de fondos de la sociedad para el año fiscal que finalizaba el 31 de diciembre de 2018 enumera el uso del 78% de los fondos como destinado para  servicios específicos del programa (apoyo al paciente 36%, investigación 19%, prevención 14%, detección y tratamiento 9%). El 22% restante se destina a servicios de apoyo (Recaudación de fondos 17% y Gestión, Administración general 5%). Esto cumple con los Estándares de Responsabilidad de Caridad del Better Business Bureau: Estándar 8 (Proporción de gastos de servicios del programa) donde al menos el 65% de los gastos totales gastados es destinado a las actividades del programa.
En 2020, la ACS lanzó Gamers Vs Cancer, una serie de transmisiones benéficas en línea que cuentan con transmisores en vivo de juegos profesionales.
La ACS continúa patrocinando múltiples actividades basadas en compromisos, como el Paseo Perimetral Contra el Cáncer de Pensilvania de la Sociedad Estadounidense contra el Cáncer.

## Evaluaciones y controversias

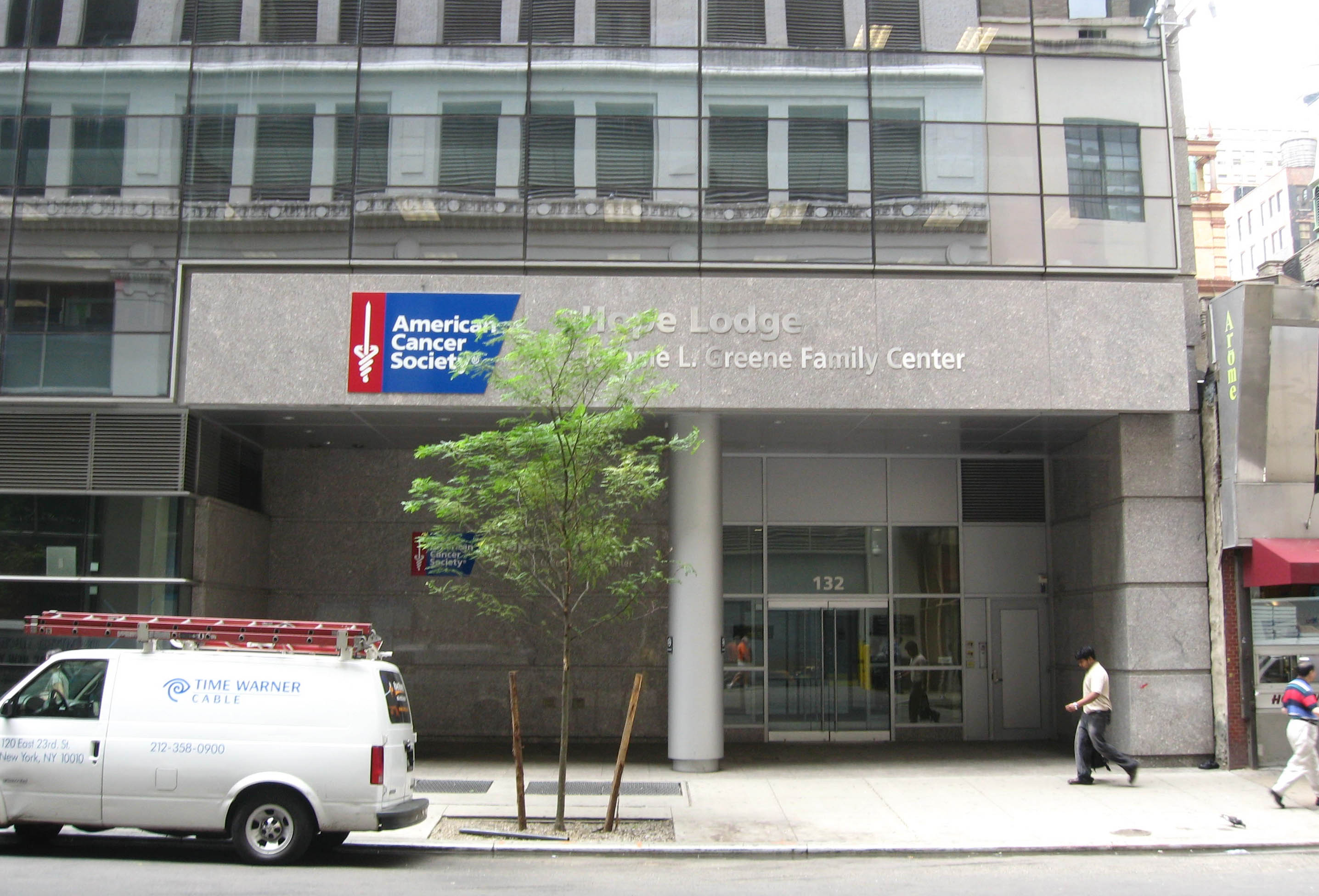
ACS Hope Lodge en Manhattan

En 1994, Chronicle of Philanthropy, una publicación de la industria sin fines de lucro, publicó los resultados del mayor estudio sobre popularidad y credibilidad de organizaciones benéficas y sin fines de lucro, realizado por Nye Lavalle & Associates. El estudio mostró que la Sociedad Estadounidense del Cáncer estaba clasificada como la décima "organización benéfica / sin fines de lucro más popular en Estados Unidos" de más de 100 organizaciones benéficas investigadas, y que el 38% de los estadounidenses mayores de 12 años eligieron "amor" y "me gusta mucho". para referirse a la ACS.
El Better Business Bureau enumera a la ASC como una organización benéfica acreditada que cumple con todos sus estándares de responsabilidad para organizaciones benéficas por lo menos hasta enero de 2012.
En 1995, la filial de Arizona de la Sociedad Estadounidense contra el Cáncer fue criticada por sus gastos generales extremadamente altos. Dos economistas, James Bennett y Thomas DiLorenzo, emitieron un informe analizando los estados financieros de la filial y argumentaron que el capítulo de Arizona usó alrededor del 95% de sus donaciones para pagar salarios y otros costos generales, lo que resultó en una proporción de 22 a 1 de gastos generales con respecto al dinero gastado en la causa. El informe también afirmó que el informe anual del capítulo de Arizona había tergiversado gravemente la cantidad de dinero gastada en servicios para pacientes, inflándolo en más de un factor de 10. La ASC respondió alegando que el reporte era inválido ya que los economistas que publicaron el informe trabajaban para un grupo financiado por la industria tabacalera.
John R. Seffrin, ex director ejecutivo de la ASC, recibió 2,401,112 dólares en concepto de salario y compensación de la organización benéfica en el año fiscal 2009-2010. Esta es la segunda mayor cantidad de dinero otorgado por cualquier organización benéfica a su director, según Charity Watch. El dinero incluía 1.5 millones de dólares por concepto de un beneficio de retención aprobado en 2001, "para preservar la estabilidad de la gestión". La compensación de Seffrin para el año fiscal que finalizó el 31 de agosto de 2012 fue de 832,355 dólares.
La Sociedad Estadounidense contra el Cáncer fue criticada en 2011 por rechazar la participación de la Fundación Beyond Belief en su programa Relay For Life "Equipo Nacional".
Charity Navigator otorgó a la Sociedad Estadounidense contra el Cáncer una calificación general de 3 estrellas, una calificación financiera de 2 estrellas y una calificación de responsabilidad y transparencia de 4 estrellas.